# Irina Stavtxuk
Irina Stavtxuk   (Kíiv, 1981) és una escriptora ucraïnesa, exviceministre i assessora de política climàtica. Va ser reconeguda com una de les 100 dones de la BBC el 2023.

## Biografia
Stavtxuk va néixer al voltant de 1982.
L'educació de Stavtxuk va incloure l'estudi de Monitorització Econòmica i Econòmica a l'Institut Politècnic Igor Sikorsky de Kíiv. Després de graduar-se, va marxar a Suècia on va fer un curs de postgrau en Gestió i Política Ecològiques a l'Institut Internacional d'Economia Ambiental Industrial.
Va començar a treballar al Centre Mediambiental Nacional d'Ucraïna, on va treballar en polítiques relacionades amb el clima. Va estar ajudant a organitzar la resposta d'Ucraïna al canvi climàtic i va treballar amb les Nacions Unides amb les seves negociacions sobre el clima durant més d'una dècada.
El 2008 el Banc Mundial va establir un Fons per a Tecnologies Netes. Stavtxuk ha estat membre de la junta directiva d'aquest fons.
L'any 2017 treballava al Centre d'Iniciatives Ambientals (Ecoaction) que havia cofundat. El 2019 va deixar de ser directora executiva d'Ecoaction per convertir-se en viceministre a Ucraïna. Va ser responsable dels problemes climàtics fins al 2022. Va assenyalar que la vida de les persones es donava prioritat després de la invasió russa, però també hi va haver danys ambientals. Les depuradores van quedar malmeses deixant les aigües residuals sense tractar als rius. Els bombardejos de zones industrials van generar contaminació atmosfèrica i terrestre. Com a «viceministra de protecció del medi ambient i recursos naturals d'Ucraïna per a la integració europea», va intentar assegurar-se que tots ells fossin controlats.
Stavtxuk es va unir a la Fundació Europea del Clima, on està fent plans per a la recuperació de la postguerra compatibles amb el canvi climàtic. El 2023 va ser una de les tres dones ucraïneses incloses a la llista de les 100 dones de la BBC juntament amb l'escriptora Oksana Zabuzhko i la fundadora de la caritat Olena Rozvadovska.